# Asteropterygion
Asteropterygion is een geslacht van kreeftachtigen uit de klasse van de Ostracoda (mosselkreeftjes).

## Soorten
- Asteropterygion climax Kornicker, 1996
- Asteropterygion dayi Kornicker, 1981
- Asteropterygion hirsutum (Poulsen, 1965) Kornicker, 1981
- Asteropterygion hulingsi (Kornicker, 1975) Kornicker, 1981
- Asteropterygion liguriae (Granata, 1915)
- Asteropterygion magnum (Poulsen, 1965) Kornicker, 1981
- Asteropterygion nodulosum (Poulsen, 1965) Kornicker, 1981
- Asteropterygion oculitristis (Darby, 1965)
- Asteropterygion peterseni Kornicker, 1981
- Asteropterygion romei Kornicker, 1981
- Asteropterygion samoa Kornicker & Harrison-Nelson, 2006
- Asteropterygion setiferum (Kornicker & Caraion, 1974) Kornicker, 1981
- Asteropterygion skogsbergi (Poulsen, 1965) Kornicker, 1981
- Asteropterygion spinosum (Poulsen, 1965) Kornicker, 1981
- Asteropterygion thailandicum (Poulsen, 1965) Kornicker, 1981
- Asteropterygion thomassini Kornicker, 1981